# NGC 4648
NGC 4648 é uma galáxia elíptica (E3) localizada na direcção da constelação de Draco. Possui uma declinação de +74° 25' 20" e uma ascensão recta de 12 horas, 41 minutos e 44,4 segundos.
A galáxia NGC 4648 foi descoberta em 22 de Novembro de 1797 por William Herschel.